# 아담 락스만

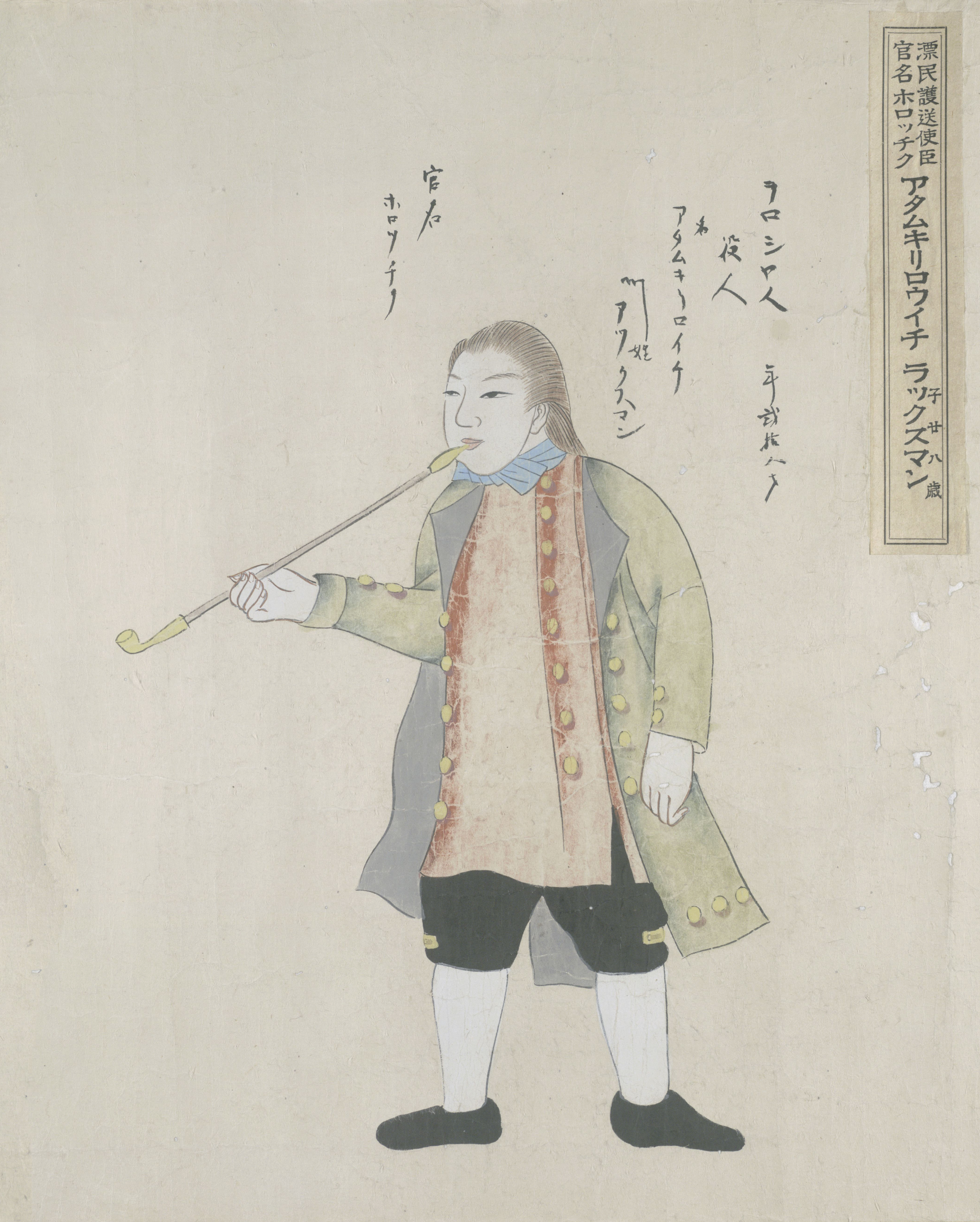
일본인이 그린 아담 락스만

아담 키릴로비치 락스만(러시아어: Адам Кириллович Лаксман, 1766년 ~ 1806년 이후)은 러시아 제국의 군인으로, 최종 계급은 육군 대위였다.

## 업적
1789년 페테르부르크 대학으로부터 시베리아의 이르쿠츠크로 파견되어 체재하던 중에, 이세국 출신의 다이코쿠야 고다유 등의 일본인 표류자 6명과 만나게 된다. 아버지의 지원을 받아 고다유를 데리고 상트페테르부르크의 여제 예카테리나 2세를 알현하여, 고다유의 송환 허가를 얻은 락스만은 예카테리나 2세의 명으로 고다유 등 3명의 송환과 더불어, 시베리아 총독의 통상 요망의 신서(信書)를 전하기 위하여 일본으로 출발했는데, 이는 러시아 역사상 최초로 일본에 파견한 사절이 되었다.
1792년 9월 오호츠크해를 출발하여 네무로국에 도착하였다. 막부는 락스만 일행을 맞아들인 마쓰마에번으로부터, 락스만이 에도로 표류민을 인도하는 조건으로, 일본과의 통상을 위한 교섭을 강력히 원한다는 것을 알아냈다. 이에 로주인 마쓰다이라 사다노부를 비롯한 막부의 고위층 인사들은 락스만을 하코다테로 회항시켜 표류민의 신병을 담당하도록 하는 대신, 시베리아 총독의 신서는 수리하지 않았다. 그러나 러시아 제국이 어떻게 해서든 통상을 바란다면 나가사키로 회항할 것을 락스만 일행에게 지시하였고, 메쓰케인 이시카와 다다후사(石川忠房)를 파견하기로 결정했다.
이 결과로, 락스맨 일행은 1793년 6월에, 하코다테에 입항하여 상륙하고 마쓰마에로 향해 고다유와 기타하마 이소키치(北浜磯吉) 2명을 일본 측에 인도했다. 교섭 끝에 락스만은 나가사키 입항을 허용하는 허가증을 교부받았다. 6월 30일에 마쓰마에를 떠나, 7월 16일에 하코다테에서 퇴거한 락스만은 나가사키로 향하지 않고 오호츠크로 귀항하였다.
귀국 후에는 1794년 여제에게 일본에 관한 여러 책이나 명품을 헌상한 것을 칭찬받아, 대위로 승진하였다. 하지만 1796년에 예카테리나 2세가 사망하는 바람에 실각하고 만다. 이후의 소식은 알 수 없지만, 1806년 《락스만 일본 도항 일기》를 완성했다는 점으로 미루어 보아, 적어도 그때까지는 생존해 있었다고 여겨진다.

## 같이 보기
- 덴베에
- 일본 국립 공문서관